# Kardail
Il Kardail (in russo Кардаил?) è un fiume della Russia europea, affluente di destra del Buzuluk. Scorre nelle oblast' di Volgograd e di Voronež.
Il fiume ha origine dalla confluenza dei fiumi Dal'nij Kardail e Srednij Kardail nel distretto Povorinskij; scorre in direzione meridionale. Ha una lunghezza di 128 km (148 km dalla sorgente del Dal'nij Kardail), l'area del suo bacino è di 1 920 km². Sfocia nel fiume Buzuluk a 150 km dalla foce, nel distretto Kikvidzenskij. 